# Сутун міст через річку Янцзи
Міст Сутун (кит.: 苏通长江大桥) — вантовий міст, що перетинає Янцзи в Китаї між Наньтуном і Чаншу, містом-супутником Сучжоу, провінція Цзянсу.

## Проєктування та будівництво
Міст через річку Сутун Янцзи був спроєктований доктором Робіном Шамом, CBE, FICE, інженером-конструктором, який народився в Гонконгу та проживає в Британії, і спеціалізується на мостах. З розмахом 1088 метрів, з 2008 по 2012 рік це був вантовий міст із найдовшим головним прольотом у світі. Його два бічні прольоти становлять 300 метрів кожен, а також є чотири невеликі прольоти кабелю. У 2010 році міст отримав нагороду за видатні досягнення в будівництві (OCEA) від Американського товариства інженерів-будівельників.
Дві вежі мосту мають висоту 306 метрів і, отже, п’ятий за висотою у світі. Загальна довжина мосту 8206 метри. Будівництво почалося в червні 2003 року, а з’єднали міст у червні 2007 року. Міст відкрили для руху 25 травня 2008 і був офіційно відкритий 30 Червень 2008 р. Вартість будівництва оцінюється приблизно в 1,7 долара США мільярд.

## Галерея

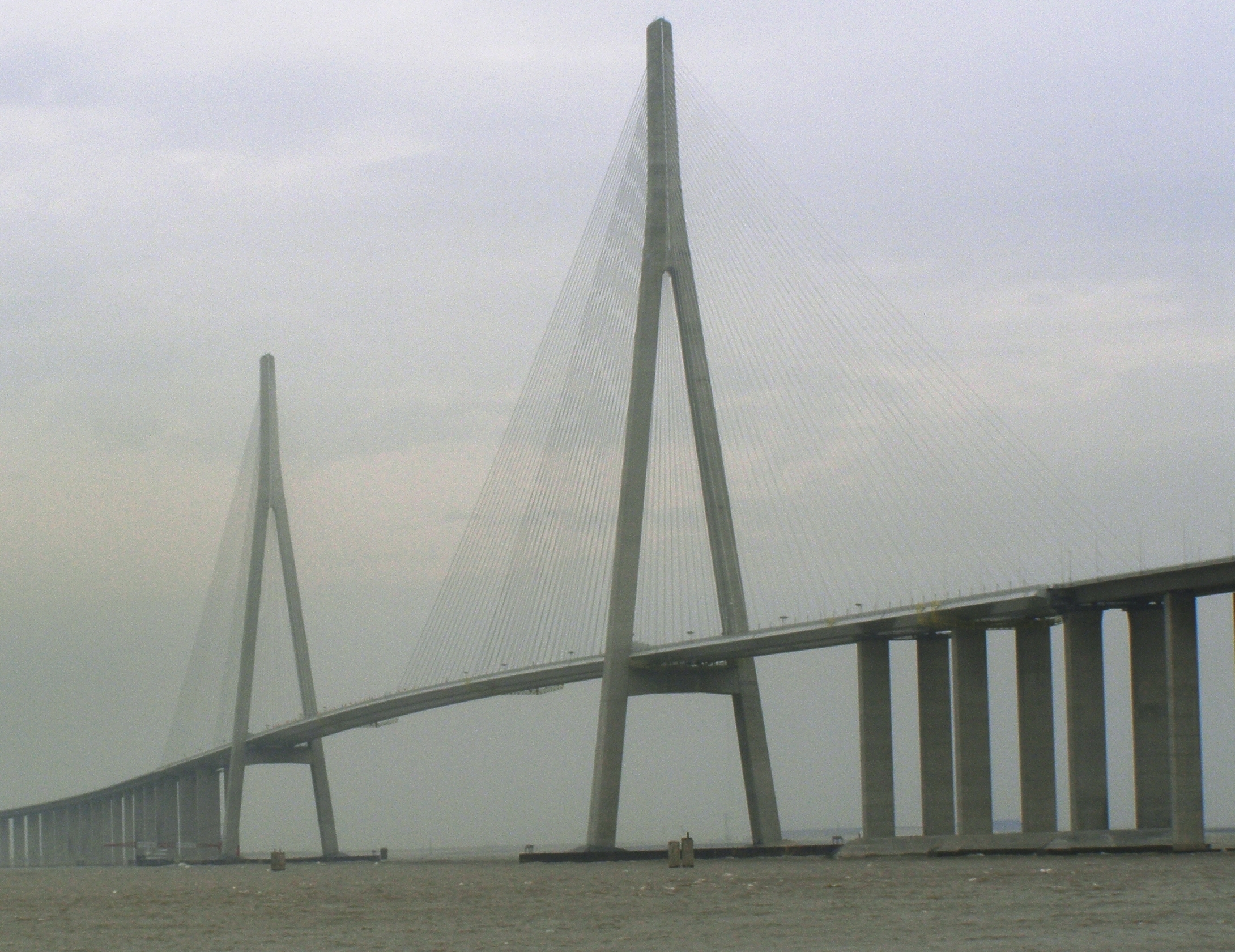
Міст через річку Янцзи Сутун
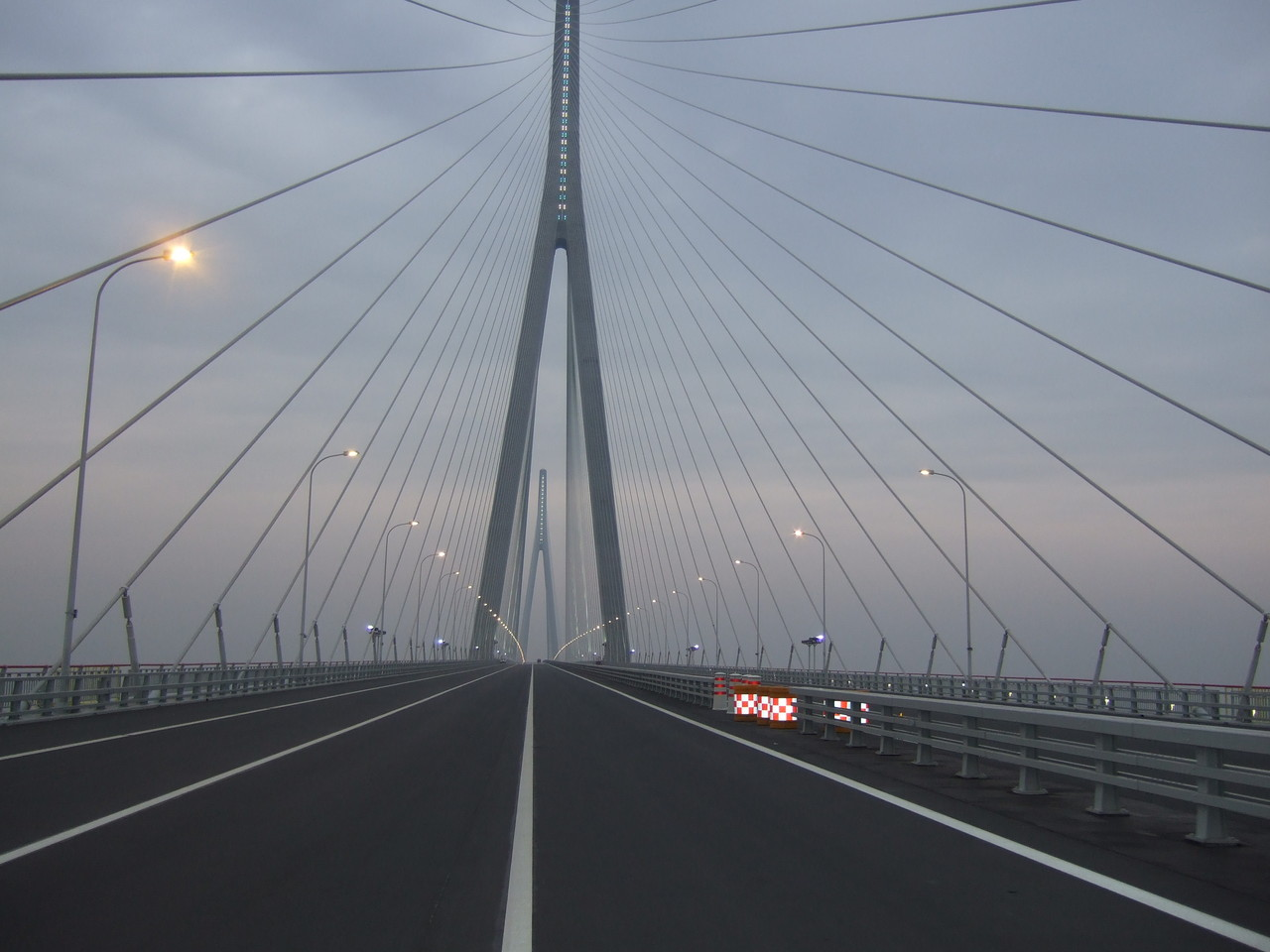
Дорожнє покриття на мосту.
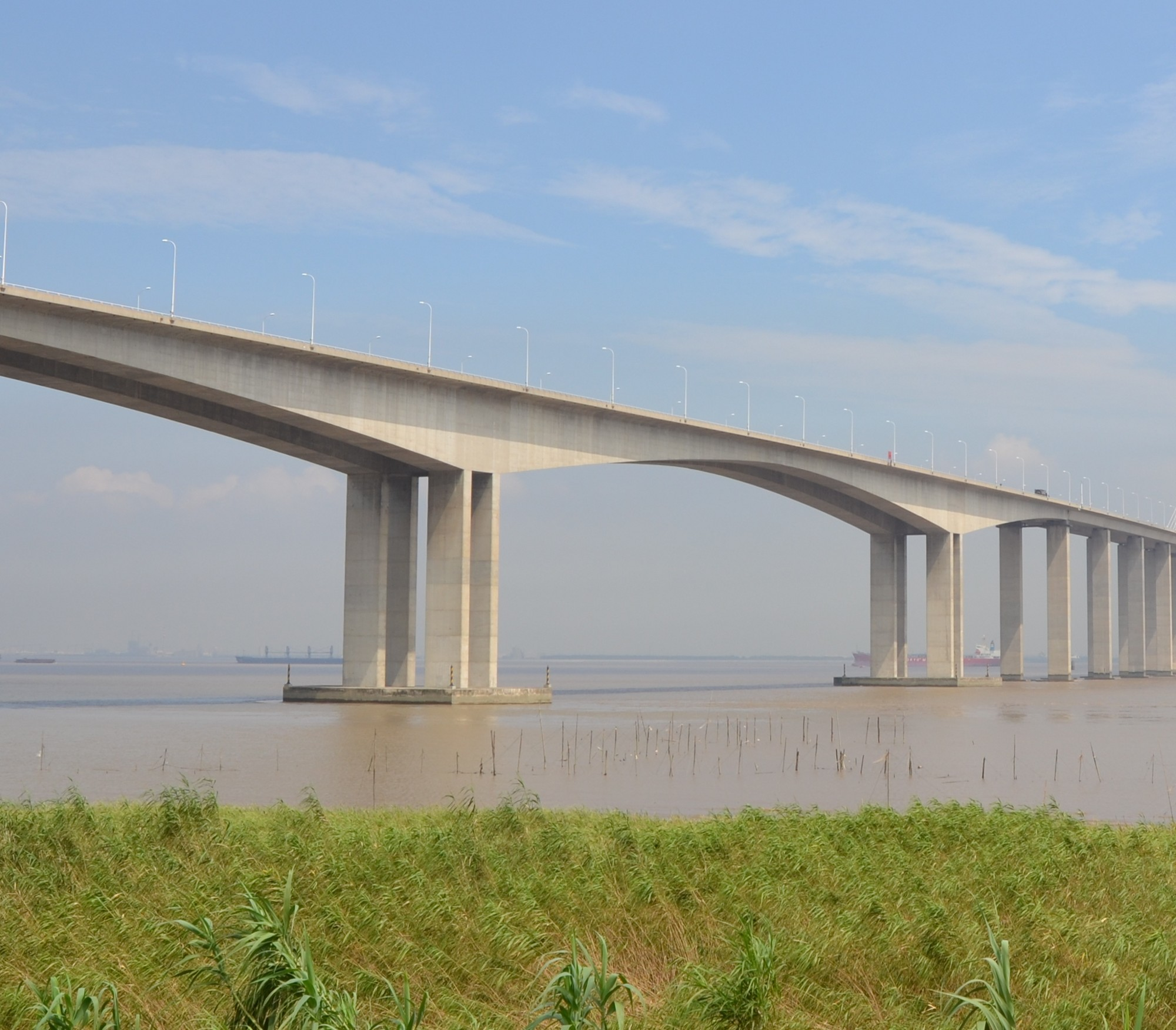
Південний міст
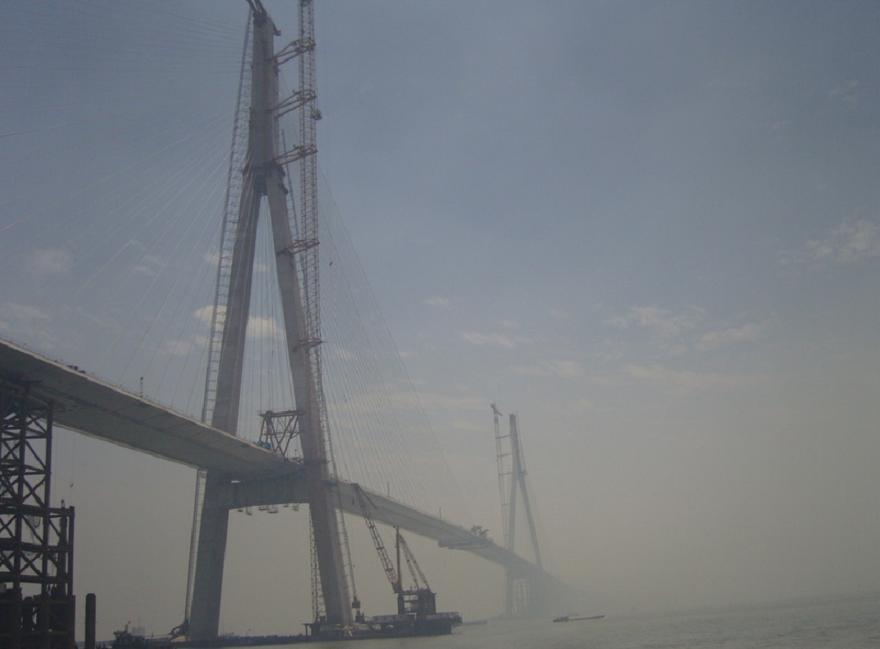
Міст будується 2007 року.